# Tiffany Million
Tiffany Million (nacida Sandra Lee Schwab el 6 de abril de 1966), también conocida como Tyffany Million, es una antigua profesional de la lucha libre y actriz pornográfica estadounidense que apareció en vídeos tanto heterosexual como lésbicos. Se retiró de la industria pornográfica en 1994; según su web, se niega a contestar preguntas sobre su antigua carrera.
Como Sandra Scott, participó en el reality show de 2007 Wife, Mom, Bounty Hunter, el cual se emitió en WE: Women's Entertainment durante una temporada. También apareció como ella misma en el documental de 2010 After Porn Ends.

## Carrera

### Lucha libre profesional
A finales de la década de los 80, se convirtió en miembro de la organización Gorgeous Ladies of Wrestling (G.L.O.W.) y adoptó el nombre de luchadora de "Tiffany Mellon." Ella y Roxy Astor formaron un tag team conocido como "Park Avenue Knockouts." Abandonó G.L.O.W. en 1989, aclamando que la representación de G.L.O.W. le acosaba a ella y a una compañera luchadora porque eran sospechosas de ser lesbianas.

### Películas para adultos
En 1992, entró en la industria de porno, haciendo su primera aparición en el vídeo Twister. Para 1994, ya haya aparecido en aproximadamente 100 películas X (incluyendo una llamada B.L.O.W. (Beautiful Ladies of Wrestling)). También empezó una compañía de producción, Immaculate Video Conceptions, y dirigió varias películas tales como XXX Files: Lust in Space and I Touch Myself. Ella reconoce que estuvo implicada con mujeres en su vida personal, y, durante una época a mediados de la década de los 90, tuvo una relación con la actriz porno Jill Kelly.

### Carrera posterior
Según su web, ahora es una feliz mujer casada y madre de dos niños. Se autodescribe como liberal y feminista individualista.
Hoy, responde al nombre de Sandra Margot-Escott o Sandra Scott y es una cazarrecompensas y detective privado para Skye-Lane Investigations. En 2007, testificó contra un club de estriptis en San Bernardino que presuntamente ofrecía prostitutas; ella había estado trabajando como bailarina encubierta allí. Aparece en el reality show, Wife, Mom, Bounty Hunter, que se estrenó en WE Channel el 20 de abril de 2007. En 2010, apareció en el documental After Porn Ends.

## Premios
- 1994 AVN Award - Mejor Escena de Grupo, Película (New Wave Hookers 3)[10]
- 1994 XRCO Award - Mejor Actriz, Actuación Individual (Sex)[11]